# Magdolna Csath

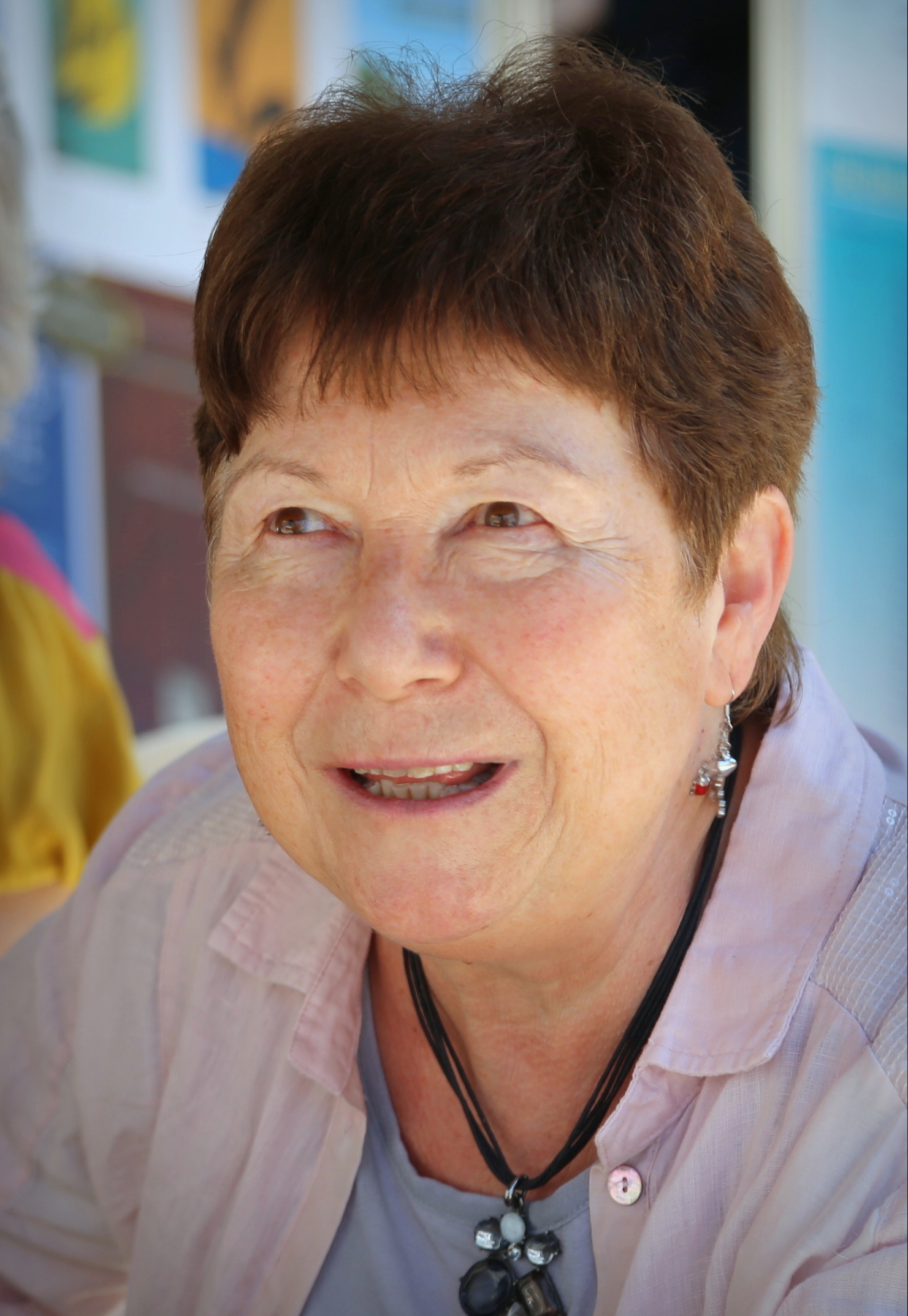
Magdolna Csath im Mai 2018

Magdolna Csath (* 15. Dezember 1943) ist eine ungarische Wirtschaftswissenschaftlerin.

## Werdegang, Forschung und Lehre
Csath studierte zwischen 1962 und 1966 an der Corvinus-Universität Budapest, die damals die Bezeichnung Karl-Marx-Universität für Wirtschaftswissenschaften trug. Nachdem sie dort mit dem Äquivalent eines Masterabschlusses graduiert hatte, wechselte sie an die Eötvös-Loránd-Universität. 1968 schloss sie dort ihr Studium mit dem Doktortitel ab. Zwischen 1969 und 1971 war sie an der London Business School, dort graduierte sie als Master of Business Administration. Anschließend kehrte sie nach Ungarn zurück und war an der Ungarischen Akademie der Wissenschaften tätig, wo ihr 1974 ein Ph.D.-Titel verliehen wurde. Später unterrichtete sie an der Karl-Marx-Universität für Wirtschaftswissenschaften. 1986 folgte sie einem Ruf aus dem Ausland und wurde Professorin an der Virginia Polytechnic Institute and State University. 1990 wechselte sie an die Old Dominion University, kehrte aber bereits ein Jahr später nach Europa zurück und übernahm eine Professur an der schottischen University of Stirling. Wiederum nur ein Jahr später ging sie nach Ungarn zurück, wo sie an der Westungarischen Universität in Sopron arbeitete. Später übernahm sie die Leitung der wirtschaftswissenschaftlichen Abteilung an der Kodolányi-János-Universität in Székesfehérvár, wo sie später emeritierte. Seit 2012 unterstützt sie die seinerzeit neu gegründete Nationaluniversität für Öffentliche Verwaltung in Budapest, in der unter anderem die wirtschaftswissenschaftliche Fakultät der Corvinus-Universität aufging.
Casth Arbeitsschwerpunkte umfassen betriebswirtschaftliche Fragestellungen rund um strategische Entscheidungen, das Änderungs- und Innovationsmanagement, insbesondere auch hinsichtlich Qualitätsmanagement und Total-Quality-Management, aber auch die Auseinandersetzung rund um das Rahmenwerk hinsichtlich Globalisierung und interkulturellem Austauschdabei setzte sie sich mit der sozialen Marktwirtschaft auseinander.